# Komisja Ochrony Środowiska Morskiego Bałtyku
Komisja Ochrony Środowiska Morskiego Bałtyku, znana również jako Komisja Helsińska lub HELCOM – organizacja międzynarodowa proklamowana przez tzw. konwencję helsińską z 1974 roku jako jej organ wykonawczy.

## Zadania
Jej zadaniem jest monitorowanie oraz ochrona środowiska naturalnego Morza Bałtyckiego.
Zespół ekspertów pracujących dla HELCOM-u zbiera informacje o stanie środowiska oraz zanieczyszczeniach zrzucanych do morza. Dane te są analizowane i na tej podstawie opracowywane są zalecenia skierowane do państw członkowskich, zobowiązujące do konkretnych działań, mających na celu ochronę obszaru Bałtyku.

## Działania
Komisja działa poprzez swoje grupy stałe lub tworzone ad-hoc. Grupy stałe (wraz z ich swobodnym tłumaczeniem na język polski, podanym w nawiasach) to:
- HELCOM MONAS - The Monitoring and Assessment Group (grupa monitoringu i oceny)
- HELCOM LAND - The Land-based Pollution Group (grupa do spraw zanieczyszczeń z lądu)
- HELCOM HABITAT - The Nature Protection and Biodiversity Group (Grupa ochrony środowiska i różnorodności naturalnej)
- HELCOM MARITIME - The Maritime Group (grupa morska - zajmuje się zmniejszaniem i zapobieganiem zatruwaniu morza przez statki, zarówno w wyniku normalnej eksploatacji jak i w wypadkach)
- HELCOM RESPONSE - The Response Group (grupa odpowiedzialności - zajmuje się sprawdzaniem stanu przygotowania państw członkowskich do akcji ratowania przed rozprzestrzenianiem się zanieczyszczeń pochodzących z wycieków oraz identyfikowaniem trujących odpadów wrzucanych do morza i sprawców tych skażeń)

## Konwencje
Komisja powstała jako organ wykonawczy Konwencji o ochronie środowiska morskiego obszaru Morza Bałtyckiego, sporządzonej w Helsinkach 22 marca 1974 r. W Polsce weszła w życie 3 maja 1980 r.
W 1992 poprzednia umowa międzynarodowa zastąpiona została konwencją o ochronie środowiska morskiego obszaru Morza Bałtyckiego, sporządzoną w Helsinkach 9 kwietnia 1992 r.. Depozytariuszem, tak jak poprzedniej,  jest rząd Finlandii. Została przez Polskę ratyfikowana 8 października 1999, zaś weszła w życie 17 stycznia 2000 i obowiązuje nadal. Umowę spisano w języku angielskim. Do rozstrzygania sporów właściwy jest Międzynarodowy Trybunał Sprawiedliwości, chyba że strony rozwiążą spór inaczej.

## Członkowie
Sygnatariuszami konwencji helsińskiej, a zatem i członkami Komisji Helsińskiej, są:
- Dania
- Estonia
- Finlandia
- Litwa
- Łotwa
- Niemcy
- Polska
- Rosja
- Szwecja
- Unia Europejska

W związku z inwazją Rosji na Ukrainę komisja podjęła decyzję o strategicznej pauzie w działaniach od 4 marca 2022. Początkowo spotkania i inne czynności, w których miała brać udział strona rosyjska, były odraczane. Następnie przywrócono działania, jednak bez udziału Rosji, która formalnie pozostaje stroną konwencji.